# イーストウォッチ (ゲーム・オブ・スローンズ)
『イーストウォッチ』は、HBOで放送されたファンタジー・ドラマ・シリーズである『ゲーム・オブ・スローンズ』のシーズン7(第7章、副題『氷と炎の歌』)の第5話である。デイブ・ヒル
によって脚本が書かれ、マット・シャクマンが監督した。
デナーリスはランディル・ターリーとディコンを処刑し、他の敵兵は降伏させて自軍に加える。ジェイミーは生き延びてキングズランディングに戻り、ひそかにティリオンと会い休戦交渉をする。ダヴォスはジェンドリーを見つけてドラゴンストーンに連れ戻る。ジョンはジョラー・モーモント、ジェンドリーとともに〈壁〉のイーストウォッチ(東の物見城)に向かい、トアマンド、ハウンドや〈旗印のない兄弟団〉らとともに〈亡者〉を〈壁〉の北で捕えようとする。ウィンターフェルでは、アリアがリトルフィンガーを怪しんで尾行する。オールドタウンの〈知識の城〉ではサムがホワイト・ウォーカーの襲来を知らせるブランの知らせを受け取り、修行をやめて北に戻る。

## あらすじ

### ハイガーデンからの帰り道にて
ジェイミー(ニコライ・コスター＝ワルドー)はブロン(ジェローム・フリン)によって川から引き揚げられて救われる。ティリオン(ピーター・ディンクレイジ)の説得も功を奏さず、ランディル・ターリー(ジェームズ・フォークナー)とディコン・ターリー(トム・ホッパー)はデナーリス(エミリア・クラーク)に膝を屈することを拒み、ドロゴンの炎で焼き尽くされる。残りのラニスター家とタイレル家の兵はデナーリスに服従を誓う。

### ウィンターフェルにて
ブラン(アイザック・ヘンプステッド＝ライト)は鴉の心に入り、ホワイト・ウォーカーの率いる〈亡者〉の大軍が〈壁〉に向かうのを見る。〈夜の王〉に気づかれて、ブランは自分の体に戻る。ブランはこの知らせをウェスタロス中に送らせる。
グローヴァー公とロイス公はジョン・スノウの不在に不満を漏らし、サンサ(ソフィー・ターナー)を君主に戴きたいと公言する。アリア・スターク(メイジー・ウィリアムズ)はサンサと口論し、権力欲に憑りつかれていると非難する。アリアはピーター・ベイリッシュ(リトルフィンガー)(エイダン・ギレン)を疑って尾行し、メイスター・ウォルカンから手紙を受け取るのを見る。ベイリッシュの部屋に忍び込み、サンサがかつてロブにジョフリーへの降伏を促した手紙であることを知る。だがベイリッシュはアリアの行動に気づいている。

### オールドタウンにて
アーチメイスター・エブローズ(ジム・ブロードベント)はブランからのホワイト・ウォーカー到来を知らせる手紙を受け取るが、サム(ジョン・ブラッドリー)の証言にもかかわらず手紙の信憑性を疑い、メイスター・ウォルカンに確認を依頼する。サムが家に帰り古文書を整理していると、レイガー・ターガリエンが結婚を無効にしてもらい、別の女性と結婚したとの記述をジリが偶然に見つけるが、二人ともその重要性に気づかない。サムは古文書を盗み出し、〈知識の城〉での修行を止めてジリとともに北へ向かう。

### ドラゴンストーンにて
デナーリス(エミリア・クラーク)が戻り、ジョン・スノウ(キット・ハリントン)に迎えられる。ドロゴンはジョンに懐く様子を見せる。グレイスケールが完治したジョラー・モーモント(イアン・グレン)がオールドタウンから戻り、デナーリスに再び仕える。
ブランから〈亡者〉の軍団接近の警告の手紙を受け取ったジョンは、ホワイト・ウォーカーと戦うためにウィンターフェルに戻るという。デナーリスに助力を求めるが、サーセイによる留守中の反撃を恐れるデナーリスは拒否する。ティリオン(ピーター・ディンクレイジ)は、〈亡者〉が存在する証拠をサーセイに見せて休戦あるいは協力を求めようと提案する。ジョンは〈壁〉の北に行って〈亡者〉を捕えて連れ帰る作戦を立てる。ジョラーも同行を申し出る。
のちに、ダヴォス・シーワース(リアム・カニンガム)がジェンドリー(ジョー・デンプシー)を連れてドラゴンストーンに戻り、〈東の物見城〉(イーストウォッチ)に向かう一行に加わる。

### キングズランディングにて
ティリオン(ピーター・ディンクレイジ)とダヴォス・シーワース(リアム・カニンガム)はひそかにキングズランディングに潜入する。ブロン(ジェローム・フリン)の仲介でティリオンはジェイミー(ニコライ・コスター＝ワルドー)に会い、ジョン・スノウが〈亡者〉の存在の証拠を持ち帰った後の停戦交渉を申し出る。
ジェイミーはサーセイ (レナ・ヘディ)に会ってティリオンの提案を伝え、またオレナがジョフリー殺害を告白したことを伝える。サーセイは妊娠していることを告げる。
ダヴォスは〈蚤の底〉でジェンドリー(ジョー・デンプシー)を見つけ、ドラゴンストーンに連れ帰る。〈金マント〉が小船に乗ろうとするティリオンの姿を見とがめるが、ジェンドリーが戦槌で倒し、三人はドラゴンストーンに向かう。

### イーストウォッチにて
ジョン・スノウ(キット・ハリントン)、ダヴォス・シーワース(リアム・カニンガム)、ジョラー・モーモント(イアン・グレン)、ジェンドリー(ジョー・デンプシー)が〈壁〉のイーストウォッチ(〈東の物見城〉)に着き、トアマンド(クリストファー・ヒヴュ)に迎えられる。トアマンドは一行を牢の中のハウンド、ベリック・ドンダリオン(リチャード・ドーマー)、ソロス(ポール・ケイ)に会わせる。男たちは過去の確執を乗り越え、共通の敵と戦うことを合意する。ダヴォスを残し、一行は〈壁〉の北に向かう。

## 製作

### 脚本
原作者との話し合いにより、未刊の原作に基づいて脚本が書かれた。脚本家のデイブ・ヒルにとっては三話目の脚本である。

### キャスティング
ジェンドリー役のジョー・デンプシーはシーズン3以来、三年ぶりの出演となった。

## 評価

### 視聴者数と視聴率
本エピソードはアメリカ合衆国での初回放送で1072万人に視聴され、シリーズ史上最高記録を塗り替えた。また18-49才では5.0%の視聴率となって、同夜最も視聴された番組となった。

## 参照
1. ↑  Porter, Rick (2017年8月15日). “Sunday cable ratings: ‘Game of Thrones’ scores another series high”. TV by the Numbers. 2017年8月15日閲覧。